# Jabłońskie (Ermland-Mazurië)
Jabłońskie (Duits: Jeblonsken; 1938-1945: Urbansdorf) is een plaats in het Poolse woiwodschap Ermland-Mazurië, in het district Gołdapski. De plaats maakt deel uit van de stad- en landgemeente Gołdap.